# Савирис, Юсрия Лоза
Савирис, Юсрия Лоза — египетский предприниматель, занимала многие общественные и политические должности, была членом Народного собрания в течение 6 лет, с 1995 по 2000 год. Сегодня она является председателем Попечительского совета Социального фонда Савирис, кроме того, она мать египетского предпринимателя Нагиба Савириса и жена покойного магната Онси Савириса.

## Биография
Юсрия родилась в городе Манфалут в провинции Асьют в семье из деревни Мир. Её отец, Нассеф Лоза, юрист и землевладелец. Она получила степень бакалавра коммерции в Каирском университете, затем степень магистра делового администрирования в Американском университете. Работала в Orascom Group. Она также занимала должности председателя и директора Компании по улучшению комплексных услуг и генерального секретаря Фонда социального развития Савириса.

## Занимаемые должности
- Член Национального совета по вопросам материнства и детства
- Член и основатель Египетского фонда помощи беспризорным детям
- Председатель правления Египетской ассоциации печени
- Член Социального фонда развития
- Основательница образовательного центра «Иртика», который работает над повышением эффективности вывоза мусора и переработки отходов в районах Мансиет-Насер и Мокаттам.
- Основательница Ассоциации защиты окружающей среды от загрязнения
- Основательница Египетского общества по уходу за печенью
- Инициатор программы «Лучшее будущее для детей каменоломен»
- Инициатор программы «Schools for Egypt»

## Стипендия Юсрии Лоза Савирис в Соединённых Штатах
Фонд развития Савириса, возглавляемый Юсрией Лоза Савирис, запустил стипендиальную инициативу для получения степени магистра в области практики развития в Школе общественных связей Хьюберта Хамфри при Университете Миннесоты, США. Стипендия «Юсрии Лоза Савирис» тратится на финансирование двух египетских ученых в год, которые заинтересованы в работе в области развития Египта, и стипендия предоставляет студентам множество навыков и опыта, позволяющих студентам решать с проблемы развития, такие как перенаселение, широко распространенная бедность и отсутствие безопасности.

## Награды
Фонд социального развития Савирис принял участие в Третьем форуме арабских женщин, который проходил в штаб-квартире Лиги арабских государств в Каире и был организован Арабским советом социальной ответственности. Сессия, проведенная в марте 2021 года, была названа в её честь как награда за то, что она "была пионером в области развития в арабском мире ".

## Личная жизнь
В августе 1953 года Юсрия вышла замуж за покойного бизнесмена Онси Савириса, одного из самых известных предпринимателей и основателя Orascom Group. Есть трое детей: Нагиб Савирис, Сами Савирис, Нассеф Савирис.